# Teimuras Besikowitsch Gabaschwili
Teimuras Besikowitsch Gabaschwili (georgisch თეიმურაზ გაბაშვილი englisch Teymuraz Besikovich Gabashvili, russisch Теймураз Бесикович Габашвили; * 23. Mai 1985 in Tiflis, Georgische SSR, Sowjetunion) ist ein russisch-georgischer Tennisspieler.

## Leben
Gabaschwili wurde in Georgien geboren, zog in seinem zehnten Lebensjahr mit der Familie nach Moskau. Er gehörte unter anderem als Ersatzspieler zum Kader der russischen Davis-Cup-Mannschaft für das Endspiel 2007 gegen die Vereinigten Staaten. Seinen ersten Einsatz für die Mannschaft hatte er 2009.

## Karriere
Von 2001 bis 2003 spielte Gabaschwili lediglich bei Future-Turnieren für Nachwuchsspieler. 2002 konnte er dabei seinen ersten Turniersieg im Doppel feiern, ein Jahr später gewann er fünf Bewerbe, davon vier Einzeltitel und einen Doppeltitel.
2004 debütierte er auf der ATP Tour und konnte zudem sein erstes Challenger-Turnier in Toljatti gewinnen. Seitdem stand er mehrfach in Challenger-Endspielen, von denen er einige gewann. Im Juli 2006 konnte er sich erstmals, wenn auch nur für zwei Wochen, unter den Top 100 der Weltrangliste platzieren. Im Frühjahr 2007 kam er abermals unter die besten 100 und hielt diese Position für über sieben Monate.
Im Sommer 2007 erreichte er in der Doppelkonkurrenz in Indianapolis erstmals ein Finale auf der ATP-Tour, unterlag aber mit Ivo Karlović dem Doppel Juan Martín del Potro und Travis Parrott. Zudem besiegte er bei seinem Erstrundensieg bei den US Open 2007 mit Fernando González, zu diesem Zeitpunkt Nummer sieben der Weltrangliste, erstmals einen Spieler aus den Top 10. In der zweiten Jahreshälfte schied er jedoch oft in der ersten Runde aus und fiel um den Jahreswechsel 2007/08 bis auf die Ränge um 130 zurück.
Nach einem auf Furosemid positiven Dopingtest wurde Gabaschwili 2021 für 20 Monate gesperrt.

## Erfolge
| Legende (Anzahl der Siege)  |
| --------------------------- |
| Grand Slam                  |
| ATP World Tour Finals       |
| ATP World Tour Masters 1000 |
| ATP World Tour 500          |
| ATP World Tour 250 (1)      |
| ATP Challenger Tour (20)    |

| Titel nach Belag |
| ---------------- |
| Hartplatz (0)    |
| Sand (1)         |
| Rasen (0)        |

### Einzel

#### Turniersiege
| Nr. | Datum           | Turnier       | Belag         | Finalgegner            | Ergebnis        |
| --- | --------------- | ------------- | ------------- | ---------------------- | --------------- |
| 1.  | 25. Juli 2005   | Posen         | Sand          | Adrián García          | 6:4, 6:2        |
| 2.  | 11. Mai 2008    | Telde         | Sand          | Pablo Andújar          | 6:4, 4:6, 6:1   |
| 3.  | 1. Juni 2008    | Karlsruhe     | Sand          | Tobias Kamke           | 6:1, 6:4        |
| 4.  | 15. Juni 2008   | Mailand       | Sand          | Diego Hartfield        | 6:4, 4:6, 6:4   |
| 5.  | 5. Oktober 2008 | Mons          | Hartplatz (i) | Édouard Roger-Vasselin | 6:4, 6:4        |
| 6.  | 11. Mai 2013    | Qarshi (1)    | Hartplatz     | Radu Albot             | 6:4, 6:4        |
| 7.  | 18. Mai 2013    | Samarqand (1) | Sand          | Oleksandr Nedowjessow  | 6:3, 6:4        |
| 8.  | 9. Mai 2015     | Qarshi (2)    | Hartplatz     | Jewgeni Donskoi        | 5:2 aufgg.      |
| 9.  | 16. Mai 2015    | Samarqand (2) | Sand          | Yuki Bhambri           | 6:3, 6:1        |
| 10. | 21. Juni 2015   | Fargʻona      | Hartplatz     | Alexander Kudrjawzew   | 6:2, 1:0 aufgg. |

### Doppel

#### Turniersiege

##### ATP Tour
| Nr. | Datum          | Turnier | Belag | Partner           | Finalgegner             | Ergebnis |
| --- | -------------- | ------- | ----- | ----------------- | ----------------------- | -------- |
| 1.  | 12. April 2015 | Houston | Sand  | Ričardas Berankis | Treat Huey Scott Lipsky | 6:4, 6:4 |

##### ATP Challenger Tour
| Nr. | Datum              | Turnier    | Belag         | Partner              | Finalgegner                      | Ergebnis         |
| --- | ------------------ | ---------- | ------------- | -------------------- | -------------------------------- | ---------------- |
| 1.  | 26. Juli 2004      | Toljatti   | Hartplatz     | Dmitri Wlassow       | James Auckland Ladislav Švarc    | 6:3, 5:7, 6:4    |
| 2.  | 21. November 2005  | La Réunion | Hartplatz     | Stéphane Robert      | Ivan Cerović Petar Popović       | 6:4, 6:3         |
| 3.  | 25. September 2006 | Grenoble   | Hartplatz (i) | Jewgeni Koroljow     | Thomas Oger Nicolas Tourte       | 7:5, 6:4         |
| 4.  | 21. September 2009 | Trnava     | Sand          | Grigor Dimitrow      | Jan Minář Lukáš Rosol            | 6:4, 2:6, [10:8] |
| 5.  | 30. April 2012     | Ostrava    | Sand          | Radu Albot           | Adam Pavlásek Jiří Veselý        | 7:5, 5:7, [10:8] |
| 6.  | 28. April 2013     | Savannah   | Sand          | Denys Moltschanow    | Michael Russell Tim Smyczek      | 6:2, 7:5         |
| 7.  | 12. Oktober 2013   | Taschkent  | Hartplatz     | Michail Jelgin       | Purav Raja Divij Sharan          | 6:4, 6:4         |
| 8.  | 7. Mai 2017        | Gimcheon   | Hartplatz     | Marco Chiudinelli    | Ruan Roelofse Yi Chu-huan        | 6:1, 6:3         |
| 9.  | 17. August 2019    | Portorož   | Hartplatz     | Carlos Gómez Herrera | Lucas Miedler Sam Weissborn      | 6:3, 6:2         |
| 10. | 14. November 2020  | Cary       | Hartplatz     | Dennis Novikov       | Luke Bambridge Nathaniel Lammons | 7:5, 4:6, [10:8] |

#### Finalteilnahmen
| Nr. | Datum         | Turnier      | Belag     | Partner      | Finalgegner                          | Ergebnis         |
| --- | ------------- | ------------ | --------- | ------------ | ------------------------------------ | ---------------- |
| 1.  | 29. Juli 2007 | Indianapolis | Hartplatz | Ivo Karlović | Juan Martín del Potro Travis Parrott | 6:3, 2:6, [6:10] |